# Plerurus carangi
Plerurus carangi är en plattmaskart. Plerurus carangi ingår i släktet Plerurus och familjen Hemiuridae. Inga underarter finns listade i Catalogue of Life.